# João Capela
João Capela (João Carlos Santos Capela; Lisboa, 7 de agosto de 1974) é um ex-árbitro português.

## Biografia
Faz parte da Associação de Futebol de Lisboa. A sua profissão é supervisor da EMEL.
É um árbitro de categoria internacional, estando colocado na 3.ª categoria da UEFA para a época de 2012/2013